# Jeremy Sochan
Jeremy Juliusz Sochan (ur. 20 maja 2003 w Guymon) – amerykańsko-polski koszykarz, występujący na pozycji silnego skrzydłowego w amerykańskim klubie San Antonio Spurs oraz w reprezentacji Polski.
W 2022 r. wybrany w drafcie NBA z numerem 9 przez San Antonio Spurs.

## Życiorys

### Dzieciństwo i młodość
Urodził się w Guymon w amerykańskim stanie Oklahoma, a wychował w Anglii – początkowo mieszkając w Southampton, a następnie w Milton Keynes. Jego matka Aneta Sochan i ojczym Wiktor Lipiecki pochodzą z Polski, natomiast ojciec Ryan Keyon Williams był Afroamerykaninem. Sochan była koszykarką Polonii Warszawa, która w wieku 19 lat wyjechała do college’u w Missouri, a potem dostała stypendium na uniwersytecie w Oklahomie, mającym drużynę w lidze NCAA Division II. Tam poznała Williamsa, który był zawodnikiem męskiej drużyny uniwersyteckiej. Williams później występował w Europie, gdzie grał we Francji i w Anglii.
Po pobycie w Stanach Zjednoczonych jego matka wróciła z synem na chwilę do Polski. Przed przeniesieniem do Wielkiej Brytanii mieszkali również we Francji. Na Wyspach osiedli w Southampton, natomiast parę lat później, gdy Sochan poznała Lipieckiego, przeprowadzili się do Milton Keynes. Jego ojciec zginął 20 maja 2017 – w dniu 14. urodzin syna – w wypadku samochodowym w rodzinnej Oklahomie. Jeremy Sochan ma trójkę przyrodniego rodzeństwa: brata Zacha – ze strony matki – oraz brata Kobego i siostrę Nylę – ze strony ojca. Jego rodzina jest blisko związana ze sportem – dziadek Juliusz Sochan był koszykarskim działaczem, a pradziadek Zygmunt Sochan piłkarzem Warszawianki.

### Kariera klubowa

#### Początki
Na pierwsze treningi koszykarskie Jeremy Sochan uczęszczał w Southampton do młodzieżowej drużyny Solent Kestrels, której szkoleniowcem była jego matka Aneta. Następnie trenował w Milton Keynes Basketball Club i w Itchen College w Southampton, a potem przeniósł się do Milton Keynes Trojans (2018–2019). Sezon 2019/20 rozpoczął w La Lumiere High School w La Porte (Indiana), jednak z uwagi na wybuch pandemii COVID-19 go nie dokończył, wyjeżdżając ze Stanów Zjednoczonych do Europy.

#### OrangeAcademy
Latem 2020 roku, 17-letni Sochan przeniósł się do Niemiec, by od 15 sierpnia 2020 występować w trzecioligowym (tj. lidze ProB, podlegającej wraz z ligą ProA pod jurysdykcję 2. Basketball-Bundesligi) OrangeAcademy z Neu-Ulm, stanowiącym młodzieżowy klub filialny bundesligowego Ratiopharm Ulm. Z powodu pandemii COVID-19 chciał być bliżej swojej rodziny mieszkającej w Anglii, jednocześnie zachowując możliwość późniejszej gry na uczelni w Stanach Zjednoczonych. W sezonie 2020/21 rozegrał on łącznie 22 spotkania w 2. Bundeslidze ProB, notując średnio 9,4 punktu i 3,7 zbiórki na mecz. Najlepszy występ zaliczył 1 kwietnia 2021 w domowym pojedynku przeciwko Titans Drezno (przegranym 73:76), w którym zdobył 20 punktów i miał 9 zbiórek. Grę w OrangeAcademy zakończył w czerwcu 2021 roku.

#### Baylor Bears
W sezonie 2021/22 Sochan był członkiem akademickiej drużyny Baylor Bears na Uniwersytecie Baylora w teksańskim Waco, w której barwach wystąpił w 30 meczach, notując średnio 9,2 punktu i 6,4 zbiórki na spotkanie.

#### San Antonio Spurs
Podczas Draftu 2022 został wybrany przez San Antonio Spurs (jako 9. w kolejności). Dwa dni później (25 czerwca 2022) oficjalnie ogłoszono, że będzie występował z numerem 10 na koszulce.
Z powodu zakażenia COVID-19 i przerwy w treningach (przełom czerwca i lipca 2022 roku) nie wystąpił w NBA Summer League rozgrywanej w Las Vegas (7–17 lipca). 8 lipca Spurs oficjalnie poinformowali o podpisaniu z Sochanem 2-letniego kontraktu (z możliwością przedłużenia go przez klub o rok, a następnie o kolejny rok, z czego w pełni skorzystano w październiku 2024 roku). Szczegółów finansowych umowy nie ujawniono. Serwis Hoopshype oszacował, że Sochan otrzyma w sumie około 10,4 miliona dolarów za dwa lata gry oraz 12,6 miliona dolarów za sezony 2024/25 i 2025/26.
W NBA Sochan zadebiutował 19 października 2022 domowym meczem przeciwko Charlotte Hornets (przegranym 102:129), w którym na parkiecie spędził 27,5 minuty, zdobywając 4 punkty.

### Kariera reprezentacyjna
W latach 2018–2019 występował w reprezentacji Polski do lat 16, z którą w sierpniu 2019 roku w czarnogórskiej Podgoricy wygrał mistrzostwa Europy U-16 Dywizji B, awansując do Dywizji A. Sochan zagrał we wszystkich 8 meczach, w których zanotował średnio 16,1 punktu, 9,6 zbiórki, 3 asysty i 3,1 przechwytu. Najlepsze spotkanie rozegrał przeciwko Bułgarii (28 punktów i 12 zbiórek). Podczas turnieju zaliczył też cztery double-double. To wszystko spowodowało przyznanie mu tytułu MVP mistrzostw oraz zaliczenie do pierwszej piątki imprezy.
Na początku lutego 2021 r. selekcjoner seniorskiej reprezentacji Polski Mike Taylor powołał go do szerokiej kadry na dwa ostatnie spotkania eliminacyjne do mistrzostw Europy 2022 przeciwko Hiszpanii (19 lutego 2021) i Rumunii (21 lutego 2021). Mecz z Hiszpanami (przegrany 88:89) Sochan co prawda spędził na trybunach, jednak już dwa dni później w Arenie Gliwice oficjalnie zadebiutował w kadrze narodowej, w wygranym 88:81 spotkaniu z Rumunią, w którym zdobył 18 punktów, trafiając 6 na 10 rzutów z gry. Tym samym został najmłodszym debiutantem w historii koszykarskiej reprezentacji seniorów, mając 17 lat, 9 miesięcy i 1 dzień.

### Życie prywatne
Obok podwójnego obywatelstwa (polskiego i amerykańskiego) uzyskał brytyjską rezydenturę.
26 września 2023 roku raper Oki opublikował singiel „Jeremy Sochan”, a w jego teledysku wystąpił sam koszykarz.

## Osiągnięcia
Stan na 21 czerwca 2023, na podstawie, o ile nie zaznaczono inaczej.

### NCAA
- Uczestnik II rundy turnieju NCAA (2022)
- Mistrz sezonu regularnego konferencji Big 12 (2022)
- Najlepszy rezerwowy konferencji Big 12 (2022)
- Zaliczony do:
  - I składu najlepszych pierwszorocznych zawodników Big 12 (2022)
  - Honorable mention All-Big 12 (2022)

### NBA
- Zaliczony do II składu debiutantów NBA (2022)[28]
- Zwycięzca mini turnieju Panini Rising Stars (2024 – Team Jalen)[29]
- Uczestnik mini turnieju drużynowego Jordan Rising Stars (2023, 2024)[30]

### Indywidualne
- Zaliczony do I składu turnieju Valencia Tournament (ANGT – 2021)

### Reprezentacja
Młodzieżowa
- Mistrz Europy U–16 dywizji B (2019)[31]
- MVP mistrzostw Europy U–16 dywizji B (2019)[32]
- Zaliczony do I składu mistrzostw Europy U–16 dywizji B (2019)[32]

## Statystyki
Na podstawie Basketball-Reference.com (ang.)

Stan na koniec sezonu zasadniczego 2023/24
| Sezon   | Drużyna     | M   | S5  | MPG  | FG%   | 3P%   | FT%   | RPG | APG | SPG | BPG | PPG  |
| ------- | ----------- | --- | --- | ---- | ----- | ----- | ----- | --- | --- | --- | --- | ---- |
| 2022/23 | San Antonio | 56  | 53  | 26,0 | 45,3% | 24,6% | 69,8% | 5,3 | 2,5 | 0,8 | 0,4 | 11,0 |
| 2023/24 | San Antonio | 74  | 73  | 29,6 | 43,8% | 30,8% | 77,1% | 6,4 | 3,4 | 0,8 | 0,5 | 11,6 |
| Razem   |             | 130 | 126 | 28,1 | 44,4% | 28,5% | 73,8% | 5,9 | 3,0 | 0,8 | 0,5 | 11,3 |